# Saurauia excurrens
Saurauia excurrens är en tvåhjärtbladig växtart som beskrevs av A. C. Smith. Saurauia excurrens ingår i släktet Saurauia och familjen Actinidiaceae. Inga underarter finns listade i Catalogue of Life.